# Artulis
Artulis ou Éditions Artulis est une maison d'édition française indépendante située dans le 3e arrondissement de Paris, fondée en 1998 par Pierrette Turlais.

## Description

### Politique éditoriale
L'axe fondateur des Editions Artulis, depuis leur création, concerne les écritures de résistances sous toutes leurs formes.

« En créant les éditions Artulis, j’ai choisi d’interroger les écritures d’insoumission, de révolte, de résistance et de survie dans la diversité de leurs acteurs, de leurs formes et de leurs forces. »

— Pierrette Turlais
Les ouvrages sont construits à partir d'un travail de recherches et d'archives, accompagnés par des chercheurs, philosophes ou autres auteurs et penseurs contemporains.
La forme d'édition est particulièrement soignée : typographie, mise en page, matériaux sont soigneusement travaillés pour aboutir à des publications rares et d'une grande qualité : Artulis ne publie qu'un livre tous les quatre ans.
Une forme numérique accompagne ces éditions luxueuses afin de permettre une diffusion accessible au plus grand nombre.

### Catalogue
- Pierre Richard (1802-1879) - Grimoires illuminés. Edité en 2020, avec un prélude d'Annette Messager[2].
- Tracts et papillons clandestins de la Résistance (Papiers de l’urgence). Edité en 2016, avec les contributions de Georges Didi-Huberman, Laurent Douzou, Anne-Laure Brisac, Antoine Grande, Firoz Ladak, Fabienne Le Bars, Pierrette Tuilais[3].
- Etienne Dolet, le second enfer. Autodafé d'un choix. Edité en 2012 avec les contributions de Jean-Marc Chatelain, Michèle Clément, Milad Doueihi, Florian Rodari, Pierrette Turlais.
- Albert Dreyfus, Cahiers de l'île du diable. Edité en 2009, avec les contributions de Jean-Louis Lévy (petit-fils du capitaine Dreyfus), André Comte-Sponville, Mauricette Berne, Maxime Préaud, Pierrette Turlais[4],[5].
- Agataké, fille et soeur du scribe. de Claude Maillard, préface d'Alain Goulet. Publié en 1999.